# MS Queen Victoria
O MS Queen Victoria é um navio de passageiros britânico operado pela Cunard Line e construído pelos estaleiros da Fincantieri em Trieste, Itália. É a primeira embarcação da Classe Vista de cruzeiros da companhia, sendo companheiro do RMS Queen Mary 2 e o MS Queen Elizabeth.

## Características
O Queen Victoria é um companheiro dos navios RMS Queen Mary 2 e MS Queen Elizabeth. Algumas pessoas, aficionadas criticaram a Cunard por nomear este navio como um da classe Queen; A designação que previamente tem sido reservada para os capitânia da linha (Queen Mary, Queen Elizabeth, Queen Elizabeth 2, e Queen Mary 2), era de todos serem transatlânticos. Em comparação, o Queen Victoria não é nem transatlântico nem capitânia, e tem um casco essencialmente produzido em forma de super-estrutura. Foi opinado que o Queen Victoria deveria ter levado o nome de um dos navios menores da Cunard, como MS Mauretania, ou MS Aquitania, como era terminado com o último SS Caronia que serviu a Cunard entre 1999 e 2004.

## História

### Concepção e Construção
Originalmente destinado para ser uma adição para a Holland America Line, a ordem para um transporte de classe de Vista posto nos estaleiros Fincantieri foi transferida através da Carnival Corporation (matriz da Holland America, Cunard, e P&O) para Cunard com a intenção que o tal se tornasse o Queen Victoria. A quilha do navio foi colocada na Fincantieri em 2003. Porém, devido a reestruturação dentro de Carnival Corporation., como também uma decisão posterior pela Cunard que deveriam ser feitas modificações no design para trazer certos aspectos que tinham sido aprovados no Queen Mary 2, como decoração, apartamentos júnior, restaurantes alternativos, passeios, etc.,   
Sua quilha foi posta no dia 12 de maio de 2006. 80 blocos " de aço " pré-fabricados, cada um   completo com estrutura interior, cabling, e tubos, pesando 325 toneladas, foi somado então. O esqueleto completado e a super estrutura foram lançados ao mar no dia 15 de janeiro de 2007, depois de ter uma garrafa de Prosecco esmagada contra o seu lado por Maureen Ryan, um empregado da Cunard que serviu em todas as quatro " Queens " da empresa.  A cerimônia também viu o colocando tradicionalmente moedas no mastro - neste caso um Euro e um ouro que foram soldados em baixo do mastro do radar.